# سوماتريبتان
سوماتريبتان (بالإنجليزية: Sumatriptan)‏ هو دواء ينتمي لمجموعة التريبتانات ويستخدم في علاج أعراض الصداع النصفي.